# 白龍城
白 龍城（ペク・ヨンソン、백용성、1864年5月8日 - 1940年2月24日）は、李氏朝鮮末期から日本統治時代の朝鮮の僧侶、独立運動家。本名は白相奎（ペク・サンギュ、백상규）で、龍城は法号（법호）である。法名（법명）は震鍾（진종）といった。

## 経歴
全羅道長水郡蟠岩面に生まれ、全羅道南原郡（後の南原市）松洞面で幼少期を過ごした。16歳で、伽耶山海印寺で出家して仏門に入り、問わず入門し、禅宗と教宗の両方を学んだ。全国の寺院を回って心身を修練し、「깨달은 스님（悟った僧侶）」として知られた。
三・一運動の際には、民族代表33人のひとりとしてら独立宣言書に署名した。これにより、懲役1年6ヶ月の刑を宣告されて服役した。白龍城は、仏教を発展させるためには農業も建てなければならないと主張し、咸陽郡に花園と果樹園を造り、間島の北部にも農場を開いた。著書には、『修心論（수심론）』、『語録（어록）』などがある。
1940年には、「獅者の腹の中に虫が生まれ、獅者が倒れるようになる」と述べ、自分が間もなく涅槃に入ることを予告した。

## 独立運動
1919年2月27日には、韓龍雲から三・一運動の計画を伝え聞き、これに賛同して自分の印章を韓龍雲に委託し、仏教側の民族代表として署名・捺印させることで民族代表33人に仏教界代表として参加した。当時の仏教代表は、白龍城と韓龍雲の2人であった。白龍城は韓龍雲の先輩であり、韓龍雲は独立運動に先輩の白龍城を引き入れようと努力していた。韓龍雲の詩「ニムの沈黙（님의 침묵）」の「ニム（님）」（日本語の「様」に近い言葉）とは仏陀（仏様）を意味するものであるが、一説には独立運動に参加してほしいという懇願には沈黙したまま、参禅だけして座っている先輩について書いたものとも言われる。
その頃、天道教とキリスト教の間に反目が起きると、自らの分け前にこだわらない無我の思想で、三・一運動の民族代表33人を結束させるのに先頭に立った。三・一運動の際、太極旗を振ることを提案した。この事件で懲役1年6ヶ月刑を宣告されて服役した。三・一運動の後も仏像、仏教に関連する遺物を装って上海の大韓民国臨時政府に着実に独立運動資金を送っていた逸話は有名である。
1930年、大閣寺で尹奉吉義士に三帰五戒を与えて仏子（出家した者）にした。
1938年には、中国に渡り、蔣介石、張学良、毛沢東と順番に会い、大韓義士軍（대한의사군）の武装進撃作戦の計画を披露し、支援を要請した。帰国して大韓義士軍を募集している間に、日帝の密偵によって計画が暴かれてしまい、北間島に設けた独立軍の拠点が完全に破壊されて、21万人の朝・中武装進撃作戦は水疱に帰した。

## 仏教浄化事業
仏教界では、李氏朝鮮後期の仏教指導者であった志安祖師（지안 조사、1664年 - 1729年）が、135年ぶりに龍城に転生したとも言われる。
出獄後、仏教宗団の浄化のために努力し、1920年代には日帝が社会文化全般に倭色（日本的な習慣）を導入し、仏教にも帯妻僧を認める政策を展開すると、自らが創建した大閣寺を中心に倭色仏教追放運動（왜색불교 추방 운동）に取り組んだ。
刑務所でハングル聖書を持っていた牧師たちを見て衝撃を受け、1921年に朝鮮の仏教史上初めてハングル版の金剛経を出版した。
1924年に雑誌『佛日（불일）』を朴漢永（パク・ハンヨン、박한영）とともに創刊し、1926年には朝鮮総督府に、僧侶の結婚と肉食を禁止するよう要請する建白書を2度提出した。また、帯妻僧を認める日本政府の内務大臣に宛てて、建議書を提出した。
1928年には、『朝鮮文華厳経』を発表した。当時の言論界は「世宗大王もできなかったこと」だと報じた。
寺院の経済的な自立のため、1929年には慶尚南道咸陽に自給型農場である華果院を設立し、禅農仏教（선농불교）運動を繰り広げ、ここから出た収益金を海外の独立運動団体に送ったりもした。『華厳経』など経典のハングル化作業と、日曜子ども法会（일요 어린이 법회）の開設、街路布教や賛仏歌の導入などで仏教の大衆化と布教方法の近代化に努めた。洋服を着用し、金鉱の開発にも取り組むなど、寺院の経済的自立のために大いに努力した。

## 没後
- 大韓民国政府は彼の貢献を称え、1962年に建国功労勲章大統領章を追贈した。
- 1990年には、銀冠文化勲章が追贈された。

## 十の遺訓
龍城師は、涅槃の直前に、後継者のドンホン（동헌）師に十の遺訓を遺した。
- 伽耶、高句麗、百済、新羅など、韓国に仏教が初めて伝来した三国時代の初伝法に関わった場所の聖地化
- 新羅の聖地であるクムオサン（금오산）とナンサン（낭산）、慶州・天龍寺（천룡사）など国内の聖地を護ること
- 釈迦牟尼仏様の誕生地であるルンビニ、成道（悟り）の地であるブッダガヤの菩提樹園、最初の説法地であるヴァーラーナシーの鹿野苑など仏教五大聖地を護ること[6]
- 100万冊の経典の翻訳と配布[2]
- 100万人以上にカトリックの洗礼と同じ戒を与えること

## 関連文化財
- 白龍城 訳：朝鮮文華厳経（朝鮮語版） - 国家登録文化遺産 第629号
- 白龍城 訳：鮮漢訳大方広仏華厳経（朝鮮語版） - 国家登録文化遺産 第630号
- 白龍城 訳：新訳大蔵経（朝鮮語版） - 国家登録文化遺産 第631号
- 白龍城 訳：朝鮮語楞厳経（朝鮮語版） - 国家登録文化遺産 第632号
- 咸陽白龍城禅師華果院遺墟址（朝鮮語版） - 慶尚南道記念物 第229号

## 参考資料
- 대한민국 국가보훈처, 이 달의 독립 운동가 상세자료 - 백용성 アーカイブ 2016年3月5日 - ウェイバックマシン, 1998년
- 대각사상연구원, 용성선사의 생애
- 용성 선사 뜻 잇는 죽림정사 개원 한겨레 2007-10-08
- 염화실의 향기 (18) 전북 장수 죽림정사 조실 도문스님 경향신문 2007-10-05
- 법륜 스님 "평화운동과 불교 대중화 다르지 않아" 세계일보 2007-07-31
- <사람들> 죽림정사 주지 취임 법륜스님 연합뉴스 2007-07-31
- 용성 스님, 3·1운동때 태극기 처음 제안 불경 한글화도 중앙일보 2007-10-04
- 만해가 어머니라면 용성 조사는 아버지アーカイブコピー - ウェイバックマシン 내일신문 2009-03-02